# Eileen Hiscock
Eileen Hiscock, née le 25 août 1909 et morte le 3 septembre 1958, est une athlète britannique spécialiste du sprint. 

## Biographie
Au moment des Jeux olympiques d'été de 1932, elle exerce l'emploi de vendeuse. Aux Jeux, elle est capitaine de l'équipe britannique féminine. Avec ses compatriotes Violet Webb, Gwendoline Porter et Nellie Halstead, elle remporte la médaille de bronze du relais 4 × 100 m.
Elle obtient quatre médailles aux Jeux de l'Empire britannique de 1934, dont trois d'or.
Aux Jeux olympiques de 1936, à Berlin, elle remporte cette fois-ci l'argent en relais 4 × 100 m avec Violet Olney, Audrey Brown et Barbara Burke.

## Palmarès

### Jeux olympiques d'été
- Jeux olympiques d'été de 1932 à Los Angeles ( États-Unis)
  -  Médaille de bronze au relais 4 × 100 m
- Jeux olympiques d'été de 1936 à Berlin ( Allemagne)
  -  Médaille d'argent au relais 4 × 100 m

### Jeux de l'Empire britannique
- Jeux de l'Empire britannique à Londres ( Angleterre)
  -  Médaille d'or sur 100 yards
  -  Médaille d'or sur 220 yards
  -  Médaille d'or au relais 440 yards
  -  Médaille d'argent au relais 660 yards